# Art Linkletter

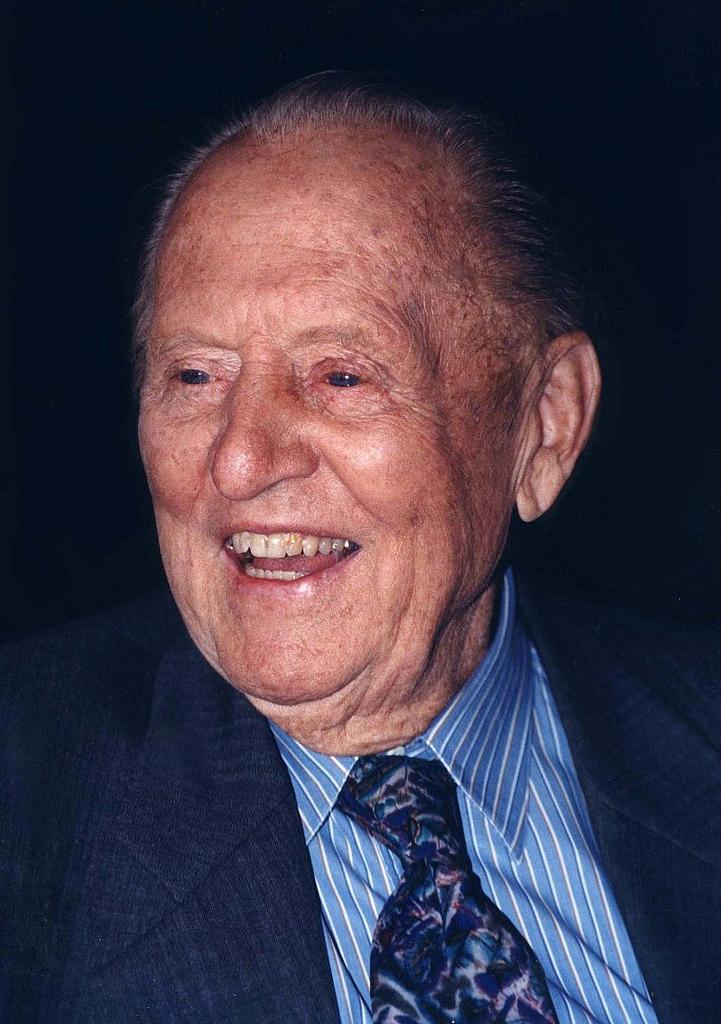
Art Linkletter

Art Linkletter (gebürtig: Gordon Arthur Kelly; * 17. Juli 1912 in Moose Jaw, Saskatchewan, Kanada; † 26. Mai 2010 in Los Angeles, Kalifornien) war ein US-amerikanischer Hörfunk- und Fernsehmoderator kanadischer Herkunft.

## Leben
Art Linkletters leibliche Eltern gaben ihn im Alter von wenigen Wochen zur Adoption frei. Er wurde von John Linkletter, einem evangelikalen Prediger, und dessen Frau Mary adoptiert. Als junger Mann zog Linkletter nach Kalifornien, wo er an der San Diego State University studierte. Obwohl seine erste Wahl das Springfield College in Massachusetts gewesen war und er dieses wegen fehlender finanzieller Mittel nicht besuchen konnte, förderte er als Erwachsener dennoch diese Einrichtung finanziell. So unterstützte er den Bau eines Schwimmcenters, welches nach ihm benannt wurde. Seinen schöpferischen Nachlass vermachte er hingegen der Bibliothek der San Diego State University.
Linkletter begann seine Karriere Mitte der 1940er-Jahre als Schauspieler; sein Debüt war das 1946 produzierte Filmmusical People Are Funny von Regisseur Sam White. Bereits ein Jahr zuvor, 1945, war Columbia Broadcasting System (CBS) an Linkletter herangetreten und hatte ihm die Möglichkeit zu einer eigenen Radiosendung eröffnet. Art Linkletter's House Party ging am 15. Januar 1945 auf Sendung und entwickelte sich zu einer der langlebigsten Radioshows in den Vereinigten Staaten, die täglich, 22 Jahre lang, bis zum 13. Oktober 1967 lief. Zwischen dem 1. September 1952 und dem 5. September 1969 wurde die Sendung auch im Fernsehen ausgestrahlt. Gleichzeitig übernahm Linkletter am 1. Oktober 1943 die Moderation von People are Funny, einer Spielshow, die er bis zum 1. April 1960 moderierte. Linkletter stand noch in weiteren Fernsehsendungen vor der Kamera, doch wurden diese nicht annähernd so erfolgreich wie die beiden bereits erwähnten.
Mit seiner Frau Lois Foerster war Linkletter von November 1935 bis zu seinem Tod im Mai 2010 verheiratet. Das Paar bekam fünf Kinder, von denen jedoch drei vor ihren Eltern starben. Jack Linkletter (1937–2007) war wie sein Vater Fernsehmoderator und Schauspieler. Robert Linkletter (1944–1980) kam bei einem Verkehrsunfall ums Leben, den eine betrunkene Frau verursacht hatte. Diane Linkletter (1948–1969) beging, mutmaßlich unter Einfluss von LSD, im Alter von 20 Jahren Suizid, indem sie aus dem Küchenfenster in den Tod sprang. Der Tod seiner Tochter war ausschlaggebend dafür, dass Linkletter im Komitee für Drogenprävention und Aufklärung im Kabinett von US-Präsident Richard Nixon tätig wurde. Zwei weitere Töchter von Art Linkletter heißen Dawn und Sharon.

### Sonstiges
Linkletter war ein guter Freund von Walt Disney.
Art Linkletter sind zwei Sterne am Hollywood Walk of Fame gewidmet. 2002 wurde er mit der National Humanities Medal ausgezeichnet.